# انتقال الحمض النووي عن بعد
النتقال الحمض النووي عن بعد DNA teleportation هو ادعاء بأن الحمض النووي ينتج إشارات كهرومغناطيسية ، يمكن قياسها عند تخفيف الحمض النووي بشدة في الماء. يُزعم أن هذه الإشارة يمكن تسجيلها ونقلها إلكترونيًا وإعادة إرسالها على عينة أخرى من المياه النقية البعيدة ، حيث يمكن أن يتكاثر الحمض النووي من خلال تفاعل البوليميراز المتسلسل على الرغم من عدم وجود الحمض النووي الأصلي في عينة الماء الجديدة.  الادعاء يعتمدت على فكرة وجود ذاكرة للماء. تقديم الفكرة من قبل الحائز على جائزة نوبل لوك مونتانييه في عام 2009 وقام بنشره اعلاميا.  إنه مشابه من حيث المبدأ لذاكرة الماء ، وهو مفهوم روج له جاك بنفينيست في عام 1988. 
لم يتم إجراء أي بحث مستقل لدعم الادعاء ، وحتى يومنا هذا ، لا توجد آلية علمية معقولة يمكن أن تعمل من خلالها. 

## الإشارات الكهرومغناطيسية من الحمض النووي

### الحمض النووي البكتيري
في عام 2009 نشر مونتانييه وزملاؤه بحث علمي بعنوان "الإشارات الكهرومغناطيسية يتم إنتاجها بواسطة الهياكل النانوية المائية المشتقة من تسلسل الحمض النووي البكتيري" حيث أفادوا أن الحمض النووي البكتيري يمكن أن ينتج إشارة كهرومغناطيسية يتم نقلها من خلال وسط نمو الخلايا.  في وسط من الخلايا الليمفاوية التائية (نوع من خلايا الدم البيضاء ) ، قاموا بتربية الحمض النووي البكتيري من Mycoplasma pirum و Escherichia coli . بعد التصفية لإزالة جميع البكتيريا ، تم إجراء تفاعل البلمرة المتسلسل ، والذي أظهر عدم وجود الحمض النووي المتبقي. ثم تم تحضين المحلول لمدة أسبوعين أو ثلاثة أسابيع ، وبعد ذلك تم الكشف عن وجود الحمض النووي البكتيري مرة أخرى. بعد التخفيف المتسلسل ، اختبروا الإشعاع الكهرومغناطيسي باستخدام تقنية تحليل فورييه التي طورها جاك بنفينست وفريقه في عام 1996.  اكتشفوا ترددات كهرومغناطيسية فقط عند التخفيفات العالية ، التي تتراوح من 10−5 إلى 10−12 . 

### الحمض النووي الفيروسي
في نفس العام ، أبلغ الفريق عن اشارة الكهرومغناطيسية EMS مشابه من الحمض النووي لفيروس نقص المناعة البشرية تحت التخفيف العالي لوسط الاستزراع.  استخدموا سلالة HIV1 كنموذج أولي – كان اكتشاف هذا الفيروس هو الذي أدى إلى مشاركة Montagnier في جائزة نوبل لعام 2008 في علم وظائف الأعضاء أو الطب .  تم استخدام خلايا CEM (خلايا سرطان الدم التائية) لزراعة فيروس نقص المناعة البشرية ولكن لم يتم الكشف عن اشارة الكهرومغناطيسية في أي مستوى من التخفيف. ومع ذلك ، فإن اختبار عينات الدم من المرضى المصابين بفيروس نقص المناعة البشرية (بما في ذلك أولئك الذين يعانون من أعراض الإيدز ، والذين خضعوا للعلاج بمضادات الفيروسات القهقرية (ART) ، والأفراد غير المعالجين) أظهر أن الاشارات الكهرومغناطيسية يمكن اكتشافها من المرضى المعالجين بمضادات الفيروسات القهقرية مع حمولات فيروسية غير قابلة للكشف عند مستويات تخفيف البلازما بين 10−4 و 10−8 . 
في عام 2015 ، نشر فريق مونتانييه اكتشافًا آخر مشابهًا للنتائج الأصلية ، ولكن باستخدام الحمض النووي البكتيري والفيروسي. هم يزعمون أن الموجات الكهرومغناطيسية يمكن تفسيرها من منظور تأثير كمي غير محدد.  [ مطلوب مصدر غير أساسي ]

## تجربة نقل الحمض النووي
تم إجراء التجربة لأول مرة في يوليو 2005 ، وتم تكرارها وتصويرها لفيلم وثائقي تلفزيوني في عام 2013 ، وتم عرضه على القناة الفرنسية 5 في 5 يوليو 2014.  قامت المجلة الإلكترونية Ouvertures بتفصيل بروتوكول الاختبار من خلال مقابلات مع مونتانييه. 
يمكن تلخيص تجربة مونتانييه على النحو التالي:
1. عينة ماء معروفة من الماء بـها 2 نانوغرام /مليلتر من 104 قواعد DNA من مريض مصاب بفيروس نقص المناعة البشرية يخفف بمقدار 10 في الماء ويهتز لمدة 15 ثانية. بعد الترشيح لإزالة الحمض النووي ، تتكرر خطوات التخفيف والإثارة 10 مرات ، لتصل إلى مستويات تخفيف عالية بدرجة 10- 10 .
2. تُصدر العينة المخففة للغاية إشارات كهرومغناطيسية (EMS) ذات ترددات منخفضة.
3. يتم تسجيل الإشارات الكهرومغناطيسية EMS هذه بواسطة ملف ميكروفون وحفظه كملف WAV مدته 6 ثوانٍ في المختبر في باريس.
4. يتم إرسال ملف WAV عبر البريد الإلكتروني إلى فريق شريك في جامعة Benevento في إيطاليا.
5. يصدر الفريق الإيطالي بواسطة ملف لمدة ساعة واحدة الإشارات الكهرومغناطيسية لملف WAV على عينة من الماء المقطر في أنبوب معدني مغلق.
6. ثم يتم وضع عينة الماء في آلة تفاعل البلمرة المتسلسل (PCR).
7. تنتج آلة تفاعل البوليميراز المتسلسل في إيطاليا حمضا النوويا مطابق بنسبة 98٪ للحمض النووي الأولي في باريس.

## تفسير
يقترح مونتانييه  أن بعض الجزيئات تتفاعل من خلال الموجات الكهرومغناطيسية بدلاً من الاتصال المباشر.  يمكن حصر هذه الموجات في مجالات التماسك التي تشكلت بواسطة كرات فراغية حول جزيئات الماء في المقاييس الكمومية. ستحافظ هذه الهياكل على الإشارة في حالة عدم وجود الجزيء الأصلي. أثناء خطوة تفاعل البلمرة المتسلسل من التجربة ، كان من الممكن أن تحتوي هذه الإشارة المتبقية على المعلومات اللازمة لإعادة بناء الحمض النووي الأولي. 
المبدأ مشابه لتجربة Benveniste من عام 1997  حيث تم تسجيل إشارات الكهرومغناطيسية من اوفالبومين في كلية الطب بجامعة نورث وسترن في شيكاغو ، وتم نقله عبر البريد الإلكتروني إلى مختبر بنفنيسته للبيولوجيا الرقمية في كلامارت ، فرنسا. بعد إرسال الإشارة على الماء النقي لمدة 20 دقيقة ، يمكن أن يتسبب الماء في حدوث صدمة حساسية على قلب خنزير غينيا معزول حساس للأوفالبومين . في كلتا التجربتين ، تستنسخ الإشارات الكهرومغناطيسية خصائص الجزيئات الأصلية في غيابها.

## الردود والانتقادات
تبع منشورات عام 2009 على الفور تعليقات علمية وانتقادات لمصداقية الظاهرة المزعومة ، فضلاً عن مصداقية البحث. وفقًا للكيميائي جيف رايمرز من جامعة سيدني بأستراليا ، "إذا كانت النتائج صحيحة ، فستكون هذه أهم التجارب التي تم إجراؤها في التسعين عامًا الماضية ، والتي تتطلب إعادة تقييم الإطار المفاهيمي الكامل للكيمياء الحديثة."
تم التشكيك في مصداقية نظام مراجعة الأقران لمجلة Interdisciplinary Sciences: Computational Life Sciences ، التي نُشرت فيها منشورات عام 2009. كانت مجلة جديدة يتولى مونتانييه رئاسة مجلس التحرير فيها.  قارنها جاري شوستر ، من معهد جورجيا للتكنولوجيا في أتلانتا ، بعلوم الأمراض .  كما وصفها بول مايرز من جامعة مينيسوتا موريس بأنها "علم مرضي". ووصف الصحيفة بأنها "واحدة من أكثر عمليات الكتابة غير المهنية التي مررت بها على الإطلاق" وانتقد عملية النشر على أنها تستغرق وقتًا "لا يُصدق": "علامة أخرى مشبوهة هي التواريخ. تم تقديم هذه الورقة بتاريخ 03 كانون الثاني (يناير) 2009 ، وتمت مراجعتها بتاريخ 5 كانون الثاني (يناير) 2009 ، وقُبلت بتاريخ 06 كانون الثاني (يناير) 2009 "، مما دفعه إلى التساؤل:" من الذي راجع هذا ، هل والدة المؤلف؟ أو ربما ربما شخص أقرب. خمن من هو رئيس هيئة التحرير: لوك مونتانييه. . . هذا هو نفس الهراء ونفس الجهاز الذي كان بنفنيست يروج له ".  يمكن أيضًا الاستدلال على تأثير بنفنيست من أحد المؤلفين المشاركين ، جمال عيسى ، الذي كان متعاونًا مع بنفنيست في البحث الذي زعموا فيه أن ذاكرة المياه يمكن نقلها عبر الإنترنت.  (من أجل هذا البحث ، حصل بنفنيست على جائزة IgNobel الثانية في عام 1998.  )
كتب فيليب بول تحليلاً حول عمل مونتانييه في عالم الكيمياء ، قائلاً: "يبدو أنه أحد أكثر الاكتشافات إثارة للدهشة في قرن من الزمان ، ومع ذلك تم تجاهله بالكامل تقريبًا". يدعي أن هذه التجربة لم يتم تكرارها مطلقًا وأنه تم "تجاهل العمل لسبب وجيه ، وهو أنه غير قابل للتصديق تمامًا". 